# Черногрудая короткоклювая танагра
Черногрудая короткоклювая танагра (лат. Buthraupis eximia) — вид птиц из семейства танагровых. Птицы обитают в субтропических и тропических горных влажных лесах, на высоте 2000-3800 метров над уровнем моря. Длина тела около 22 см, масса около 56 грамм.
Выделяют четыре подвида:
- Buthraupis eximia eximia — в Андах на юге штата Тачира (Венесуэла) и в соседних департаментах Норте-де-Сантандер и Кундинамарка (Колумбия);
- Buthraupis eximia zimmeri — в Колумбии — в северной части западных Анд (на парамо близ города Фронтино[англ.] и в национальном парке Парамильо[исп.]) и в центральных Андах на границе между департаментами Кальдас и Антьокии южнее до Толима;
- Buthraupis eximia chloronota — в южной Колумбии на склонах Анд от Уила и Каука до северо-западного Эквадора;
- Buthraupis eximia cyanocalyptra — в Андах на юге Эквадора южнее до северного Перу.